# HD 128311 c
إتش دي 128311 ج (بالإنجليزية: HD 128311 c)‏ هو كوكب خارج المجموعة الشمسية يبعد حوالي 54 سنة ضوئية في كوكبة العواء. يدور الكوكب في مدار منحرف على مسافة 1.76 وحدة فلكية من نجمه (إتش دي 128311). الكتلة الأدنى للكوكب 3.22 كتلة مشتري.

## وصلات خارجية
- "Notes for planet HD 128311 c". The Extrasolar Planets Encyclopaedia. مؤرشف من الأصل في 2019-12-07. اطلع عليه بتاريخ 2008-08-18.
- "HD 128311". Exoplanets. مؤرشف من الأصل في 2016-11-30. اطلع عليه بتاريخ 2008-08-18.